# Krabby Step
Krabby Step è un singolo dei rapper statunitensi Swae Lee, Tyga e Lil Mosey pubblicato il 6 novembre 2020.

## Descrizione
Il singolo fa parte della colonna sonora del film del 2020 SpongeBob - Amici in fuga. È prodotto da Albert Hype e Tainy.

## Tracce
Testi e musiche di Khalif Brown, Michael Nguyen-Stevenson, Lathan Echols, Alejandro Borrero, Pablo Batista, Robert Alexander White, Blaise Smith, Albert Melendez, Marcos Masís, Mark Harrison, Stephen Hillenburg, Donny Flores.
1. Krabby Step – 3:16